# Lego Ninjago (minisorozat)
A minisorozat Amerikában 2017. november 23-án kezdődött.

## Epizódok

### Évadok
| Évad | Évad      | Epizódok | Eredeti sugárzás   | Eredeti sugárzás | Eredeti adó | Magyar sugárzás | Magyar sugárzás | Magyar adó |
| Évad | Évad      | Epizódok | Évadpremier        | Évadfinálé       | Eredeti adó | Évadpremier     | Évadfinálé      | Magyar adó |
| ---- | --------- | -------- | ------------------ | ---------------- | ----------- | --------------- | --------------- | ---------- |
|      | Dekódolva | 10       | 2017. november 23. | 2018. január 29. | YouTube     | TBA             | TBA             | TBA        |

### Epizódok
| #   | Eredeti cím                 | Magyar cím | Rendezte                    | Írta                       | Eredeti premier    | Magyar premier |
| --- | --------------------------- | ---------- | --------------------------- | -------------------------- | ------------------ | -------------- |
| 1.  | Legacy                      |            | Asa Tait, J. Rick Castañeda | Psychic Bunny Writing Team | 2017. november 23. |                |
| 2.  | Vehicles and Mechs          |            | Asa Tait, J. Rick Castañeda | Psychic Bunny Writing Team | 2017. december 4.  |                |
| 3.  | Legendary Places            |            | Asa Tait, J. Rick Castañeda | Psychic Bunny Writing Team | 2017. december 11. |                |
| 4.  | Ninjago's Most Wanted       |            | Asa Tait, J. Rick Castañeda | Psychic Bunny Writing Team | 2017. december 18. |                |
| 5.  | The Digiverse and Beyond    |            | Asa Tait, J. Rick Castañeda | Psychic Bunny Writing Team | 2017. december 25. |                |
| 6.  | The Elemental Masters       |            | Asa Tait, J. Rick Castañeda | Psychic Bunny Writing Team | 2018. január 1.    |                |
| 7.  | Beasts and Dragons          |            | Asa Tait ,J. Rick Castañeda | Psychic Bunny Writing Team | 2018. január 8.    |                |
| 8.  | Rise of Garmadon            |            | Asa Tait, J. Rick Castañeda | Psychic Bunny Writing Team | 2018. január 15.   |                |
| 9.  | Prophecy of the Green Ninja |            | Asa Tait, J. Rick Castañeda | Psychic Bunny Writing Team | 2018. január 22.   |                |
| 10. | Greatest Battles            |            | Asa Tait, J. Rick Castañeda | Psychic Bunny Writing Team | 2018. január 29.   |                |